# Gonfreville-l'Orcher
Gonfreville-l’Orcher là một xã thuộc tỉnh Seine-Maritime trong vùng Normandie miền bắc nước Pháp.

### Huy hiệu
| Arms of Gonfreville-l'Orcher | The arms of Gonfreville-l'Orcher are blazoned: Gules, the refinery within two stalks of wheat, stems in saltire ??? argent. |

## Dân số
| Năm | 1962 | 1968 | 1975  | 1982  | 1990  | 1999  | 2006 |
| --- | ---- | ---- | ----- | ----- | ----- | ----- | ---- |
| Dân số | 8032 | 8636 | 10173 | 10345 | 10202 | 10004 | 9307 |
| From the year 1962 on: No double counting—residents of multiple communes (e.g. students and military personnel) are counted only once. |      |      |       |       |       |       |      |